# Waterbiesmineermot
De waterbiesmineermot (Elachista eleochariella) is een nachtvlinder uit de familie grasmineermotten (Elachistidae).
De spanwijdte van de vlinder bedraagt tussen de 7 en 8 millimeter.
De soort komt voor in Europa. De soort is niet bekend uit België en zeer zeldzaam in Nederland.

## Waardplanten
De waterbiesmineermot gebruikt gewone waterbies, veenpluis en zegge als waardplant.